# 吴寄寒
吴寄寒（1912年—1977年7月），男，本名沙兆豫，又名吴江，陕西汉中人，回族。中华人民共和国政治人物。

## 个人生平
1912年出生于陕西省汉中市塔儿巷。
在汉中联中上学时，参加“新文学研究会”，组织“青年励进社”，发行周刊，宣传反帝反封建思想。
1935年赴上海，在大夏大学、沪江大学夜校读书。5月，加入新社会主义联盟组织。后到天津考入南开大学。此时加入中国共产党。在抗日救亡运动中组织成立新学生会，被选为秘书长，参与组织读书会、夏令营、游行、宣言等活动，出版《新生》（期刊），宣传抗日。同年受中共指示参与建立“中外新闻社”，发行报道中国抗日战争和救亡运动的新闻和图片。
1935年12月参加“一二·九”学生运动，受天津学联委派，参加天津学生代表团到南京向国民政府请愿，要求抗日救国。与另外两名代表一起在下关车站被教育部派员带往旅馆，由陈立夫和教育部长王士杰前来“劝导”，六天之后被解回天津。
1937年初，以北平《晨报》特派记者身份赴西安采访西安事变。此时见到周恩来，随后赴延安参观，获毛泽东、周恩来接见。周恩来指示他返回天津，以中外新闻社为基础，正式建立由中共领导的通讯社。4月下旬，与周恩来等二十多人乘车赴西安，途中遇土匪袭击身负重伤，在延安医院救治后于5月回天津疗伤。
芦沟桥事变后，吴寄寒根据周恩来指示，在太原创办了由中共和上海救国会合营的“全民通讯社”，由救国会负责人李公朴出面任社长，吴实际负责，受八路军太原办事处参谋长彭雪枫领导。全民通讯社由太原迁至武汉再迁至重庆，吴间返汉中，经请示中共陕南特委，利用自己的社会关系，在汉中中山街女子小学建立支部，作为汉中地下党的活动中心，开展抗日救亡活动。
皖南事变后，全民通讯社结束工作。1941年3月，吴奉命至成都，以教书为掩护职业开展地下工作。
1946年4月，到重庆《新华日报》任编辑主任。翌年2月底随报社工作人员撤回延安，先后任《晋绥日报》编委秘书、新华总社《参考消息报》主编。
1949年后，先后任《光明日报》编辑主任、上海市新闻处新闻发布室主任。
1950年10月调中共中央宣传部，先任办公室副主任，后任教育处副处长、处长，负责高教工作。1961年4月至“文革”前为文科教材办公室负责人之一。
“文化大革命”期间，吴寄寒遭受残酷迫害，被长期关押。
1973年调国务院科教组，后任教育部高教司负责人。
1976年，在“批邓、反击右倾翻案风”运动中再次受到迫害，终至一病不起，
1977年7月逝世。